# Wardhausen
Wardhausen ist ein Ortsteil von Kleve, der Kreisstadt des Kreises Kleve in Nordrhein-Westfalen. Bis 1969 war Wardhausen eine eigenständige Gemeinde.

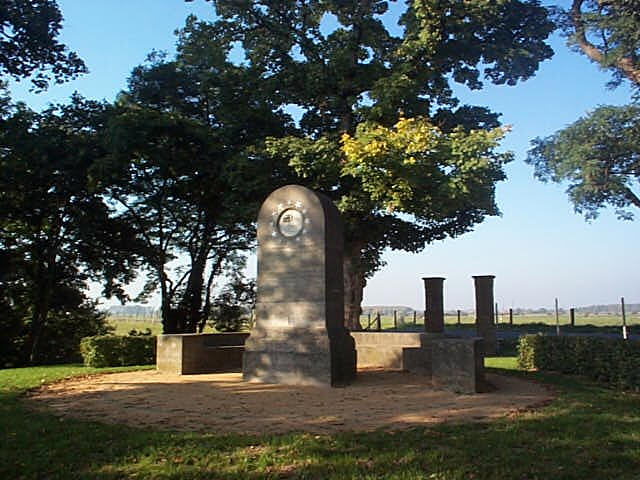
Das Johanna-Sebus-Denkmal

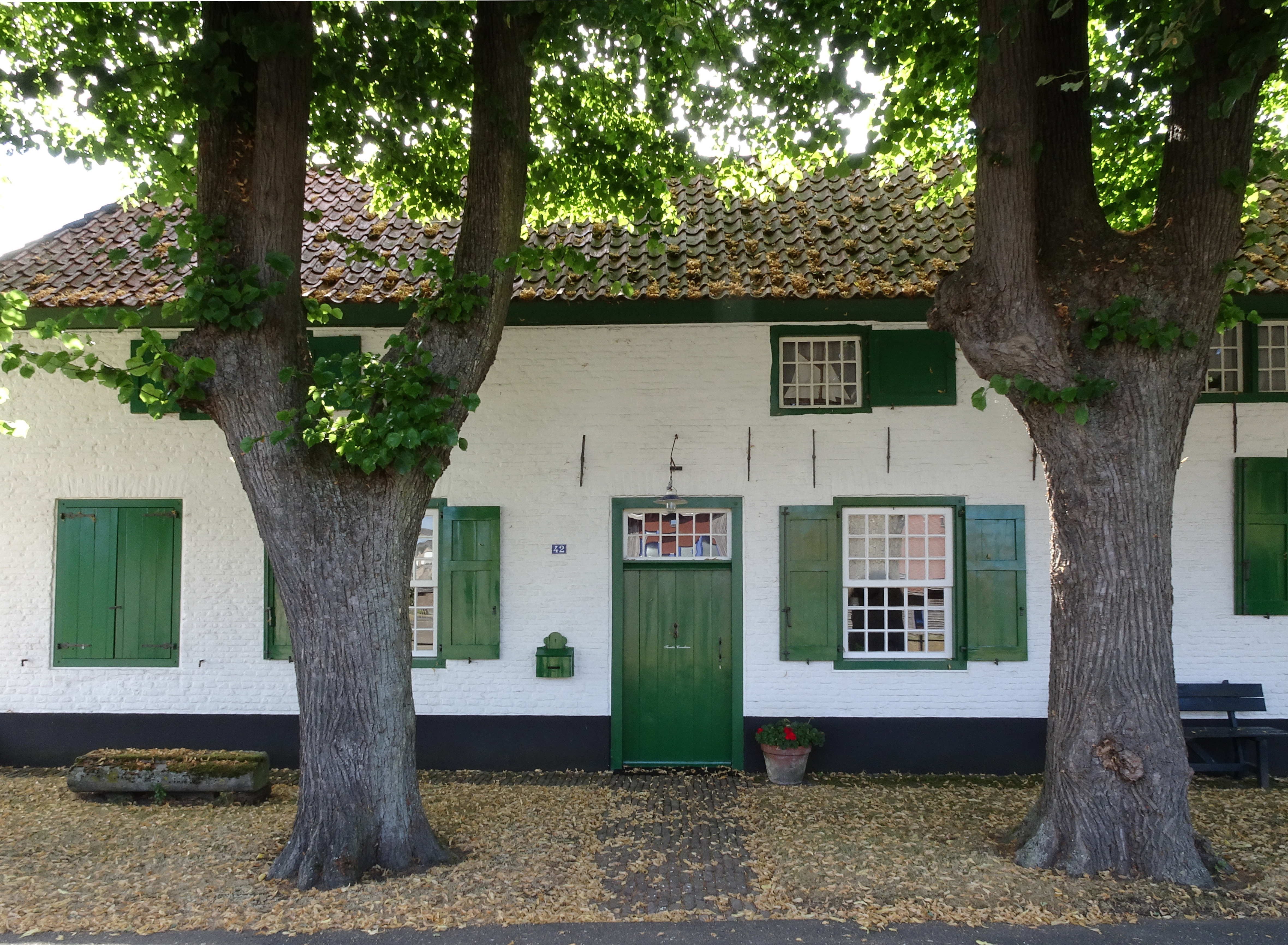
Hofanlage Johanna-Sebus-Straße 42

## Geographie
Wardhausen ist ein Straßendorf am westlichen Ufer des Spoykanals. Direkt gegenüber am anderen Kanalufer liegt der Klever Stadtteil Brienen. Das aus Brienen und Wardhausen bestehende Doppeldorf wird umgangssprachlich als Spoy bezeichnet. Die ehemalige Gemeinde Wardhausen besaß eine Fläche von 2,4 km².

## Geschichte
Die Geschichte Wardhausens kann bis in die Karolingerzeit zurückverfolgt werden. Seit dem 19. Jahrhundert bildete Wardhausen eine Landgemeinde in der Bürgermeisterei Griethausen (seit 1928 Amt Griethausen) im Kreis Kleve im Regierungsbezirk Düsseldorf. Am 1. Juli 1969 wurde Wardhausen durch das Gesetz zur Neugliederung des Landkreises Kleve in die Stadt Kleve eingegliedert.

## Einwohnerentwicklung
| Jahr         | Einwohner | Quelle |
| ------------ | --------- | ------ |
| 1832         | 188       | [ 4 ]  |
| 1861         | 174       | [ 3 ]  |
| 1871         | 166       | [ 5 ]  |
| 1885         | 221       | [ 6 ]  |
| 1910         | 231       | [ 7 ]  |
| 1925         | 219       | [ 2 ]  |
| 1939         | 209       | [ 8 ]  |
| 2010er Jahre | 213       | [ 1 ]  |

## Baudenkmal
Das Wardhausener Johanna-Sebus-Denkmal sowie die Hofanlage Johanna-Sebus-Straße 42 stehen unter Denkmalschutz.

## Kultur
Ein Träger des örtlichen Brauchtums ist der Bürgerschützenverein Brienen-Wardhausen.